# László Berti
László Berti (født 24. juni 1875, død 23. juni 1952) var en ungarsk fægter, som deltog i to olympiske lege omkring første verdenskrig.

## Fægtekarriere
Berti konkurrerede internationalt både i fleuret og sabel, Ved OL 1912 i Stockholm stillede han op individuelt i begge disse discipliner samt i holdkampen i sabel. I fleuretkonkurrencen blev han nummer fire og i den individuelle sabelkonkurrence nåede han semifinalen. I holdkonkurrencen havde syv af de otte individuelle finalister været ungarske, så nationen var storfavorit og stillede med den individuelle guldvinder Jenő Fuchs, Zoltán Schenker, Ervin Mészáros, Péter Tóth, Lajos Werkner, Oszkár Gerde og Dezső Földes ud over Berti. De vandt alle deres kampe i semifinalen og gentog det i finalen, så Berti og hans holdkammerater fik guld, mens Østrig fik sølv og Nederland bronze.
Tolv år senere ved OL 1924 i Paris stillede han op i holdkonkurrencerne i både fleuret og sabel. I fleuretkonkurrencen stillede Ungarn med Ödön Tersztyánszky, Zoltán Schenker, Sándor Pósta, István Lichteneckert og Berti, og de blev toer i deres pulje efter favoritterne fra Frankrig; begge gik videre til kvartfinalen, hvor Ungarn igen blev toer, nu efter Italien, og i semifinalen blev de igen toer efter Frankrig. I finalen tabte de stort (igen) til Frankrig og tabte en tæt kamp mod Belgien, mens Italien trak sit hold i protest mod en afgørelse i kampen mod Frankrig; dermed vandt Frankrig guld, mens Belgien fik sølv og Ungarn bronze. I sabelholdkampen stillede Ungarn med Tersztyánszky, Pósta, Schenker og Berti sammen med János Garay, József Rády, Jenő Uhlyárik og László Széchy og vandt deres indledende pulje og deres kvartfinalepulje sikkert. Med sejr i deres semifinalepulje gik de i finalen, og her blev kampen mod Italien afgørende; den endte 8-8, men Italien vandt kampen på flest træffere (50-46), og da begge holdene derefter besejrede de to øvrige hold, Tjekkoslovakiet og Nederland, fik Italien guld, Ungarn sølv og Nederland bronze efter sejr over tjekkoslovakkerne.
I 1926 vandt Berti sølv i fleuret ved VM.

## Anden karriere
Berti var professionel soldat og kæmpede derfor i første verdenskrig, hvor han modtog flere udmærkelser.
Efter afslutningen af sin fægtekarriere blev han underviser ved universitetet for idræt og var fægtemester i Budapest Sport Egyesület og i politiofficerernes klub. Han havde også sæde i den ungarske fægtemesterjury.